# Coton et Piston
Pour les articles homonymes, voir Coton, Coton (homonymie) et Piston.
Coton et Piston est une série de bande dessinée policière française de Joost Swarte pré-publiée dans le magazine jeunesse Astrapi dès 1981. Les aventures ont été par la suite publiées par Casterman.

## Tomes
1. Un journal phénoménal, Tournai/Paris, Casterman, août 1995, 44 p. (ISBN 2-203-36701-6)
2. Un porte-monnaie plein de problèmes, Tournai/Paris, Casterman, janvier 1996, 46 p. (ISBN 2-203-36702-4)
3. Une voiture sur mesure  (trad. du néerlandais de Belgique), Paris, Casterman, septembre 1997, 35 p. (ISBN 2-203-36703-2)